# Copa Intercontinental 1961
La Copa Intercontinental 1961 fue la 2ª edición del torneo, evento que confrontaba a los clubes campeones de Europa y Sudamérica.
El campeón fue Peñarol de Uruguay, club que obtuvo su primer título de campeón mundial, siendo el primer equipo sudamericano en obtener dicho galardón.

## Clubes clasificados
Se fueron decidiendo a lo largo de 1961 entre las dos competiciones continentales de mayor historia.
| UEFA (Europa)         |  | Benfica |  | Campeón de la Copa de Campeones de Europa (1960-61) |
| Conmebol (Sudamérica) |  | Peñarol |  | Campeón de la Copa de Campeones de América (1961)   |

## Sedes
| Lisboa                         | Montevideo                     |
| ------------------------------ | ------------------------------ |
| Estádio da Luz                 | Estadio Centenario             |
| Capacidad: 70 000 espectadores | Capacidad: 74 860 espectadores |
|                                |                                |

## Resultados

### Partido de ida
| 4 de septiembre de 1961 | Benfica    | 1:0 (0:0) | Peñarol | Estádio da Luz, Lisboa                                   |                                                          |
|                         | Coluna 60' |           |         | Asistencia: 40.000 espectadores Árbitro(s): Othmar Huber | Asistencia: 40.000 espectadores Árbitro(s): Othmar Huber |

|            | POR        | Costa Pereira        |  |
|            | LD         | Ângelo               |  |
|            | DEF        | Saraiva              |  |
|            | DEF        | Mário Rodrigues João |  |
|            | LI         | Fernando Cruz        |  |
|            | MED        | Neto                 |  |
|            | MED        | José Augusto         |  |
|            | DEL        | Joaquim Santana      |  |
|            | DEL        | José Águas           |  |
|            | DEL        | Mário Coluna         |  |
|            | DEL        | Domiciano Cavém      |  |
| Entrenador | Entrenador | Béla Guttmann        |  |

|            | POR        | Luis Maidana        |  |
|            | LD         | William Martínez    |  |
|            | DEF        | Núber Cano          |  |
|            | DEF        | Edgardo González    |  |
|            | LI         | Néstor Gonçalves    |  |
|            | MED        | Walter Aguerre      |  |
|            | MED        | Luis Cubilla        |  |
|            | DEL        | Alberto Spencer     |  |
|            | DEL        | Ángel Rubén Cabrera |  |
|            | DEL        | José Sasía          |  |
|            | DEL        | Ernesto Ledesma     |  |
| Entrenador | Entrenador | Roberto Scarone     |  |

| Anotado | 60' | Mário Coluna | 1:0 |

| Árbitro | Othmar Huber |

|            | POR        | Costa Pereira        |  |
|            | LD         | Ângelo               |  |
|            | DEF        | Saraiva              |  |
|            | DEF        | Mário Rodrigues João |  |
|            | LI         | Fernando Cruz        |  |
|            | MED        | Neto                 |  |
|            | MED        | José Augusto         |  |
|            | DEL        | Joaquim Santana      |  |
|            | DEL        | José Águas           |  |
|            | DEL        | Mário Coluna         |  |
|            | DEL        | Domiciano Cavém      |  |
| Entrenador | Entrenador | Béla Guttmann        |  |

|            | POR        | Luis Maidana        |  |
|            | LD         | William Martínez    |  |
|            | DEF        | Núber Cano          |  |
|            | DEF        | Edgardo González    |  |
|            | LI         | Néstor Gonçalves    |  |
|            | MED        | Walter Aguerre      |  |
|            | MED        | Luis Cubilla        |  |
|            | DEL        | Alberto Spencer     |  |
|            | DEL        | Ángel Rubén Cabrera |  |
|            | DEL        | José Sasía          |  |
|            | DEL        | Ernesto Ledesma     |  |
| Entrenador | Entrenador | Roberto Scarone     |  |

| Anotado | 60' | Mário Coluna | 1:0 |

| Árbitro | Othmar Huber |

### Partido de vuelta
| 17 de septiembre de 1961                   | Peñarol                                      | 5:0 (4:0) | Benfica | Estadio Centenario, Montevideo                               |                                                              |
|                                            | Sasía 10' · Joya 18', 28' · Spencer 42', 58' |           |         | Asistencia: 56.358 espectadores Árbitro(s): Carlos Nai Foino | Asistencia: 56.358 espectadores Árbitro(s): Carlos Nai Foino |
| Mayor goleada de la Copa Intercontinental. |                                              |           |         |                                                              |                                                              |

|            | POR        | Luis Maidana     |  |
|            | LD         | William Martínez |  |
|            | DEF        | Núber Cano       |  |
|            | DEF        | Edgardo González |  |
|            | LI         | Néstor Gonçalves |  |
|            | MED        | Walter Aguerre   |  |
|            | MED        | Luis Cubilla     |  |
|            | DEL        | Ernesto Ledesma  |  |
|            | DEL        | José Sasía       |  |
|            | DEL        | Alberto Spencer  |  |
|            | DEL        | Juan Joya        |  |
| Entrenador | Entrenador | Roberto Scarone  |  |

|            | POR        | Costa Pereira        |  |
|            | LD         | Ângelo               |  |
|            | DEF        | Saraiva              |  |
|            | DEF        | Mário Rodrigues João |  |
|            | LI         | Fernando Cruz        |  |
|            | MED        | Neto                 |  |
|            | MED        | José Augusto         |  |
|            | DEL        | Joaquim Santana      |  |
|            | DEL        | Mendes               |  |
|            | DEL        | Mário Coluna         |  |
|            | DEL        | Domiciano Cavém      |  |
| Entrenador | Entrenador | Béla Guttmann        |  |

| Anotado · Penal | 10' | José Sasía      | 1:0 |
| Anotado         | 18' | Juan Joya       | 2:0 |
| Anotado         | 28' | Juan Joya       | 3:0 |
| Anotado         | 42' | Alberto Spencer | 4:0 |
| Anotado         | 58' | Alberto Spencer | 5:0 |

| Árbitro | Carlos Nai Foino |

|            | POR        | Luis Maidana     |  |
|            | LD         | William Martínez |  |
|            | DEF        | Núber Cano       |  |
|            | DEF        | Edgardo González |  |
|            | LI         | Néstor Gonçalves |  |
|            | MED        | Walter Aguerre   |  |
|            | MED        | Luis Cubilla     |  |
|            | DEL        | Ernesto Ledesma  |  |
|            | DEL        | José Sasía       |  |
|            | DEL        | Alberto Spencer  |  |
|            | DEL        | Juan Joya        |  |
| Entrenador | Entrenador | Roberto Scarone  |  |

|            | POR        | Costa Pereira        |  |
|            | LD         | Ângelo               |  |
|            | DEF        | Saraiva              |  |
|            | DEF        | Mário Rodrigues João |  |
|            | LI         | Fernando Cruz        |  |
|            | MED        | Neto                 |  |
|            | MED        | José Augusto         |  |
|            | DEL        | Joaquim Santana      |  |
|            | DEL        | Mendes               |  |
|            | DEL        | Mário Coluna         |  |
|            | DEL        | Domiciano Cavém      |  |
| Entrenador | Entrenador | Béla Guttmann        |  |

| Anotado · Penal | 10' | José Sasía      | 1:0 |
| Anotado         | 18' | Juan Joya       | 2:0 |
| Anotado         | 28' | Juan Joya       | 3:0 |
| Anotado         | 42' | Alberto Spencer | 4:0 |
| Anotado         | 58' | Alberto Spencer | 5:0 |

| Árbitro | Carlos Nai Foino |

### Partido de desempate
| 19 de septiembre de 1961 | Peñarol      | 2:1 (2:1) | Benfica     | Estadio Centenario, Montevideo                                  |                                                                 |
|                          | Sasía 5' 40' |           | Eusébio 35' | Asistencia: 60.241 espectadores Árbitro(s): José Luis Praddaude | Asistencia: 60.241 espectadores Árbitro(s): José Luis Praddaude |

|            | POR        | Luis Maidana     |  |
|            | LD         | William Martínez |  |
|            | DEF        | Núber Cano       |  |
|            | DEF        | Edgardo González |  |
|            | LI         | Néstor Gonçalves |  |
|            | MED        | Walter Aguerre   |  |
|            | MED        | Luis Cubilla     |  |
|            | DEL        | Ernesto Ledesma  |  |
|            | DEL        | José Sasía       |  |
|            | DEL        | Alberto Spencer  |  |
|            | DEL        | Juan Joya        |  |
| Entrenador | Entrenador | Roberto Scarone  |  |

|            | POR        | Costa Pereira   |  |
|            | LD         | Ângelo          |  |
|            | DEF        | Humberto        |  |
|            | DEF        | Neto            |  |
|            | LI         | Fernando Cruz   |  |
|            | MED        | António Simões  |  |
|            | MED        | José Augusto    |  |
|            | DEL        | Eusébio         |  |
|            | DEL        | José Águas      |  |
|            | DEL        | Mário Coluna    |  |
|            | DEL        | Domiciano Cavém |  |
| Entrenador | Entrenador | Béla Guttmann   |  |

| Anotado         | 5'  | José Sasía | 1:0 |
| Anotado · Penal | 40' | José Sasía | 2:1 |

| Anotado | 35' | Eusébio | 1:1 |

| Árbitro | José Luis Praddaude |

|            | POR        | Luis Maidana     |  |
|            | LD         | William Martínez |  |
|            | DEF        | Núber Cano       |  |
|            | DEF        | Edgardo González |  |
|            | LI         | Néstor Gonçalves |  |
|            | MED        | Walter Aguerre   |  |
|            | MED        | Luis Cubilla     |  |
|            | DEL        | Ernesto Ledesma  |  |
|            | DEL        | José Sasía       |  |
|            | DEL        | Alberto Spencer  |  |
|            | DEL        | Juan Joya        |  |
| Entrenador | Entrenador | Roberto Scarone  |  |

|            | POR        | Costa Pereira   |  |
|            | LD         | Ângelo          |  |
|            | DEF        | Humberto        |  |
|            | DEF        | Neto            |  |
|            | LI         | Fernando Cruz   |  |
|            | MED        | António Simões  |  |
|            | MED        | José Augusto    |  |
|            | DEL        | Eusébio         |  |
|            | DEL        | José Águas      |  |
|            | DEL        | Mário Coluna    |  |
|            | DEL        | Domiciano Cavém |  |
| Entrenador | Entrenador | Béla Guttmann   |  |

| Anotado         | 5'  | José Sasía | 1:0 |
| Anotado · Penal | 40' | José Sasía | 2:1 |

| Anotado | 35' | Eusébio | 1:1 |

| Árbitro | José Luis Praddaude |

|                    |
| Bandera de Uruguay |
| Campeón Peñarol    |
| 1.er título        |